# Asil d'ancians de Sueca
L'asil d'ancians de Sueca (Ribera Baixa, País Valencià) és un conjunt residencial d'estil neomudèjar modernista valencià construït l'any 1919 amb projecte de l'arquitecte Bonaventura Ferrando Castells. Està situat a l'Avinguda del Mar núm. 2 de Sueca.
Es tracta d'un conjunt d'edificis, construïts per decisió dels marmessors testamentaris d'Antonio Baldoví Beltrán i Teresa Cardona Burguera, construïts des de 1909 fins a 1919. Estan situats als afores de Sueca, separats del nucli central per la via fèrria de Silla a Cullera, que constitueix el seu límit sud. En el moment de la construcció, l'edifici estava aïllat a l'exterior de la localitat, al costat del petit raval de La Canal i descontextualitzat de l'expansió de la ciutat, limitada al nord per la línia de ferrocarril.

## Descripció
Els edificis tenen una gran presència i singularitat, tant per la grandària de les construccions, per la seua situació exempta de la trama urbana i, sobretot, pel llenguatge emprat en la seva formalització. En una parcel·la trapezoïdal, delimitada per una tanca perimetral, se situen una agrupació de blocs longitudinals que descriuen una complexa agregació en planta. Es tracta una disposició paral·lela a les vies del tren, de cinc pavellons principals de planta rectangular, amb coberta a quatre aigües que es connecten entre si mitjançant braços amb disposició transversal, de manera que cap dels blocs queda exempt, originant una complicada disposició espacial dels espais no edificats, que es destinen als jardins. El programa mostra les dependències pròpies dels requeriments d'una residència d'ancians i, com és tradicional en aquest tipus d'edificis benèfics, gravita al voltant de la capella.
Es tracta un conjunt que es podria enquadrar en el neomudèjar modernista valencià, del qual és possible detectar la seua connexió amb l'arquitectura regional que es desenvolupa a Catalunya, amb la influència de Lluís Domènech i Montaner. La resolució de l'edifici en aquests termes i la coherència compositiva dels materials utilitzats, juntament amb la monumentalitat dels edificis principals reflectida sobretot en la capella, donen al conjunt un gran interès.

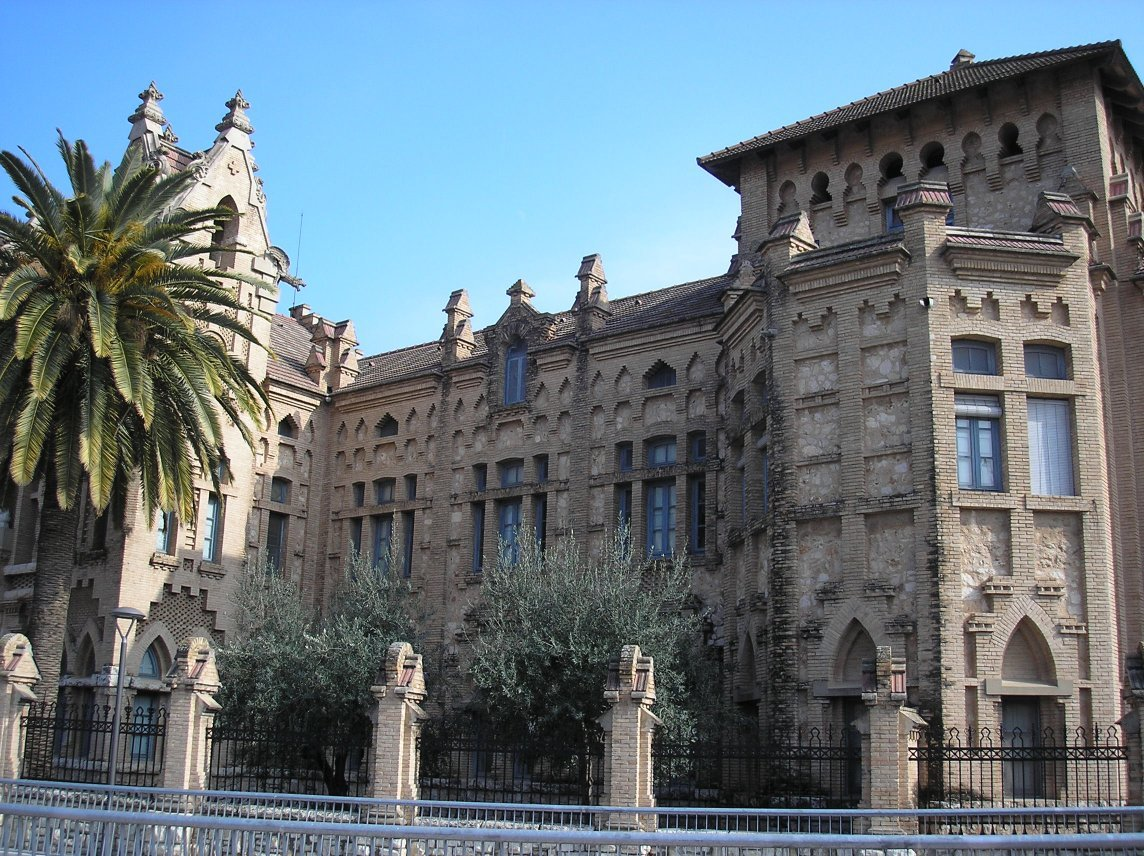
Asil d'ancians

En la solució compositiva s'aconsegueix un notable contrast de materials i formes, basat sobretot en el savi tractament de l'aparell de rajola, per part de l'autor. Els edificis principals, i particularment la capella, estan resolts amb major profusió de formes ornamentals, que els emfatitzen de la resta de construccions. Els detalls, i principalment, l'ampli repertori en la solució dels buits, el disseny respon a la jerarquia de composició de plantes i a la importància de l'edifici en el conjunt, ofereixen una gran diversitat de solucions: arcs aguts a 45 °, arcs amb columnes helicoidals, arcs de ferradura, arcs adovellats i òculs a les torres.
Aquesta llibertat formal es posa de manifest així mateix en la reixa exterior del límit principal, que conjuga rajola i pedra, materialitzades amb fantasioses formes, de les quals també participa el tractament de la forja.
Actualment l'edifici està regentat per les Germanetes dels Ancians Desemparats, que realitzen una tasca humanitària a Sueca des de fa moltes dècades. L'Ajuntament de Sueca va publicar, l'any 2000, el llibre Lección de soledad. Reflexiones en torno a los ancianos asilados, de Juan Vicente Yago, que constitueix un reflex literari de la tasca que realitza a la ciutat aquest orde religiós.
L'emissora local Sueca TV ha dedicat a l'Asil de Sueca un reportatge de la sèrie Espais amb història, emés el 2 de novembre de 2009, en què es repassa la història de l'edifici, la seua arquitectura, la seua activitat quotidiana i les vivències que tenen lloc entre les seues parets.